# عمار بلهاني
عمار بلهاني (مواليد 27 أكتوبر 1971 في عين الكبيرة) هو لاعب كرة قدم جزائري دولي متقاعد.

## المسيرة الدولية
في 5 ديسمبر 2000 ، ظهر بلهاني لأول مرة مع المنتخب الجزائري في مباراة ودية رومانيا انتهت بالفوز بـ3-2.

## روابط خارجية
- عمار بلهاني على موقع قاعدة بيانات كرة القدم.إي يو (الإنجليزية)
- عمار بلهاني على موقع ناشيونال فوتبول تيمز (الإنجليزية)